# Во-Лавалет
Во-Лавале́т (фр. Vaux-Lavalette) — коммуна во Франции, находится в регионе Пуату — Шаранта. Департамент — Шаранта. Входит в состав кантона Вильбуа-Лавалет. Округ коммуны — Ангулем.
Код INSEE коммуны — 16394.
Коммуна расположена приблизительно в 420 км к юго-западу от Парижа, в 130 км южнее Пуатье, в 26 км к югу от Ангулема.

## Население
Население коммуны на 2008 год составляло 96 человек.
| 1962 | 1968 | 1975 | 1982 | 1990 | 1999 | 2008 |
| ---- | ---- | ---- | ---- | ---- | ---- | ---- |
| 151  | 131  | 96   | 101  | 106  | 90   | 96   |

## Экономика
В 2007 году среди 65 человек в трудоспособном возрасте (15—64 лет) 52 были экономически активными, 13 — неактивными (показатель активности — 80,0 %, в 1999 году было 63,2 %). Из 52 активных работали 47 человек (24 мужчины и 23 женщины), безработных было 5 (1 мужчина и 4 женщины). Среди 13 неактивных 2 человека были учениками или студентами, 8 — пенсионерами, 3 были неактивными по другим причинам.

## Фотогалерея

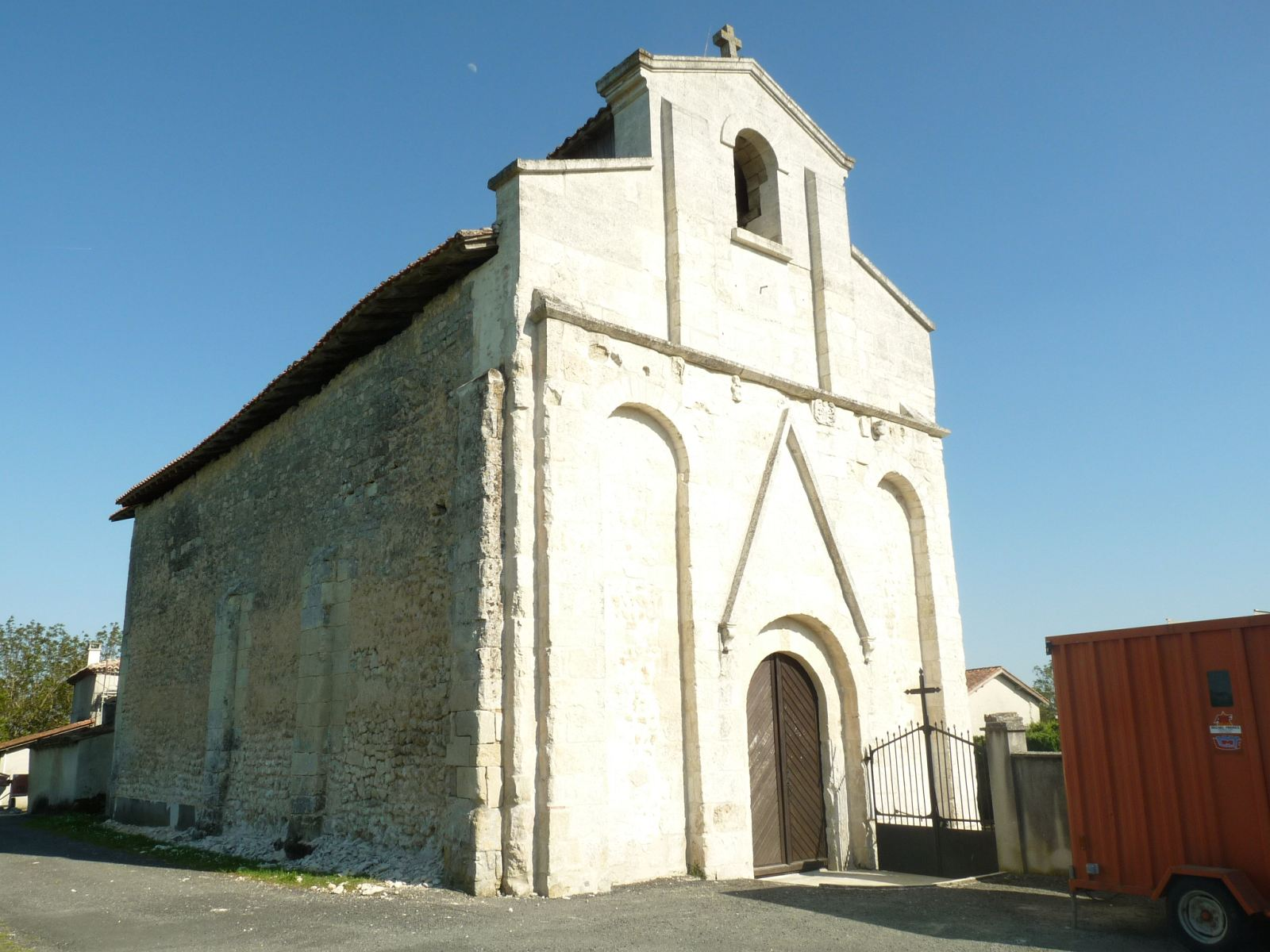
Церковь Сен-Блез
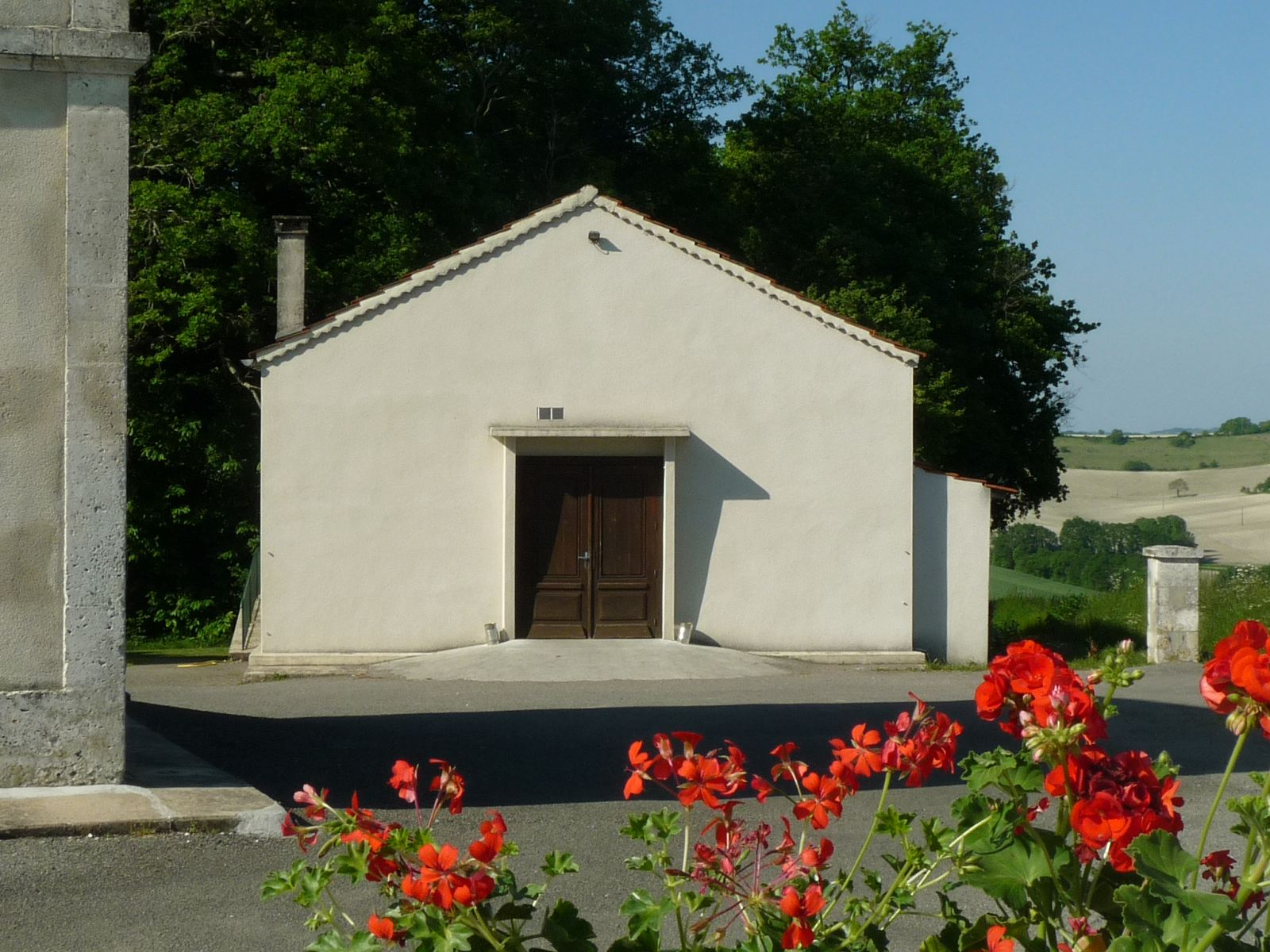
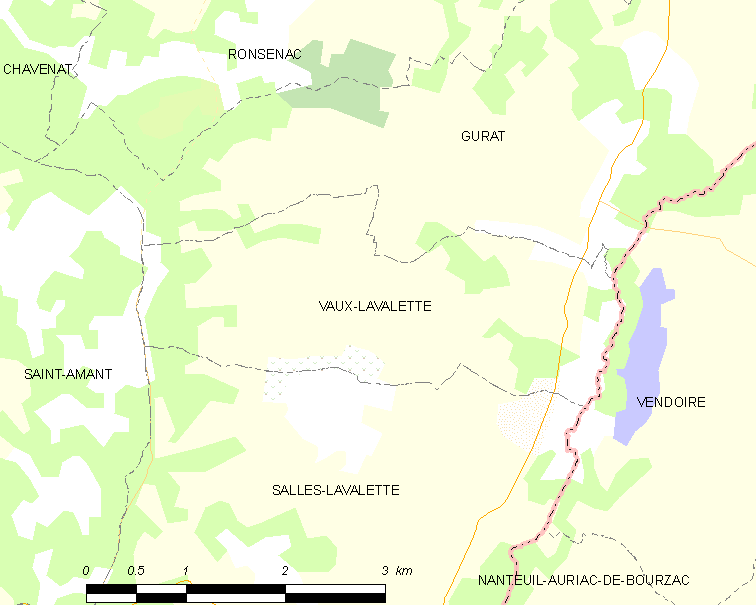
Карта коммуны